# Košťany
Košťany là một thị trấn thuộc huyện Teplice, vùng Ústecký, Cộng hòa Séc.